# 鬼頭達男
鬼頭 達男（きとう たつお）は、日本の元郵政・総務官僚。総務省大臣官房技術総括審議官、UQコミュニケーションズ執行役員副社長、テレコムエンジニアリングセンター理事長等を経て、日本無線協会理事長。

## 人物・経歴
岡山県出身。1973年京都大学工学部電気工学第二学科卒業、郵政省入省、電波監理局技術調査課。1987年郵政省東北電気通信監理局電気通信部長。1988年郵政省通信政策局情報管理課情報処理室長。1991年郵政省電気通信局電波部移動通信課長。1994年郵政省通信政策局技術政策課長。1997年郵政省北陸電気通信監理局長。1999年郵政省近畿電気通信監理局長。2000年郵政省関東電気通信監理局長。2001年総務省総合通信基盤局電波部長。2003年総務省大臣官房技術総括審議官。
2005年放送大学学園理事。退任後、宇宙通信常任顧問を経て、2008年KDDI理事/ソリューション事業統轄本部/ICT事業本部顧問。2009年KDDI理事/ソリューション事業本部顧問。2010年KDDI理事/グループ戦略統括本部/グループ財務・関連事業本部、UQコミュニケーションズ執行役員副社長。2013年UQコミュニケーションズ常勤顧問特命・渉外担当。テレコムエンジニアリングセンター理事長を経て、2019年日本無線協会理事長、テレコムエンジニアリングセンター顧問。2020年瑞宝中綬章受章。